# Force de maintien de la paix des Nations unies
« Casque bleu » redirige ici. Pour les autres significations, voir Casque bleu (homonymie).

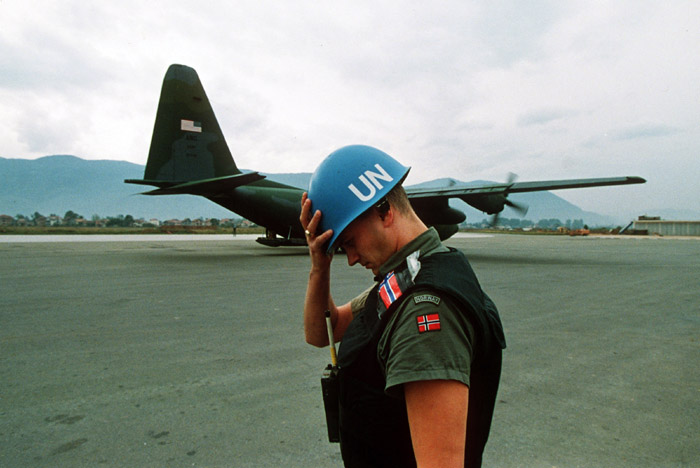
Casque bleu norvégien durant le siège de Sarajevo (1992-1995)

La Force de maintien de la paix de l'Organisation des Nations unies (couramment Casques bleus en référence à la couleur bleue de leur casque) est une force militaire ayant pour rôle le « maintien ou [le] rétablissement de la paix et de la sécurité internationale », sur ordre du Conseil de sécurité ou à la demande de l'Assemblée générale, agissant en vertu de la résolution 377, des Nations unies. Ainsi, a-t-elle été envoyée dans plusieurs zones de conflits pour protéger la population ou encore servir de force d'interposition.
Cette force ne constitue pas une armée des Nations unies, les Casques bleus étant principalement des militaires prêtés par des pays membres de l'ONU et dans certains cas des civils œuvrant dans la police ou l'administration.
Dans certains cas, cette action de maintien de la paix peut être confiée à une organisation internationale non affiliée au système des Nations unies ou encore à une coalition d'États. Ainsi, le Conseil de sécurité a donné à plusieurs reprises mandat à l'Organisation du traité de l'Atlantique nord (OTAN) ou à la Communauté économique des États de l'Afrique de l'Ouest (CEDEAO) à travers l'Economic Community of West African States Cease-fire Monitoring Group (ECOMOG).

## Rôles
Les Casques bleus peuvent être chargés :
- de surveiller l'application d'un cessez-le-feu ;
- de désarmer et de démobiliser les combattants ;
- de protéger les populations civiles ;
- de faire du maintien de l'ordre ;
- de former une police locale ;
- de déminer ;
- de protéger les réfugiés ;
- d'assurer le maintien des droits de l'homme.

Suivant le mandat donné par le Conseil de sécurité des Nations unies, ces rôles peuvent être combinés. Les Forces de maintien de la paix sont organisées depuis 1992 par le Département des opérations de maintien de la paix.

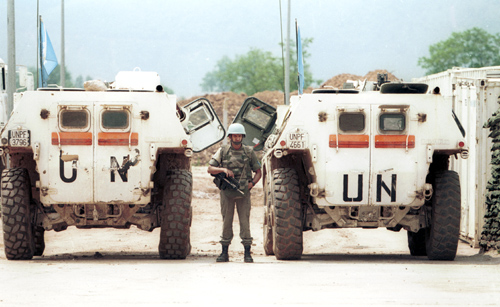
VAB à l'aéroport de Sarajevo en 1993
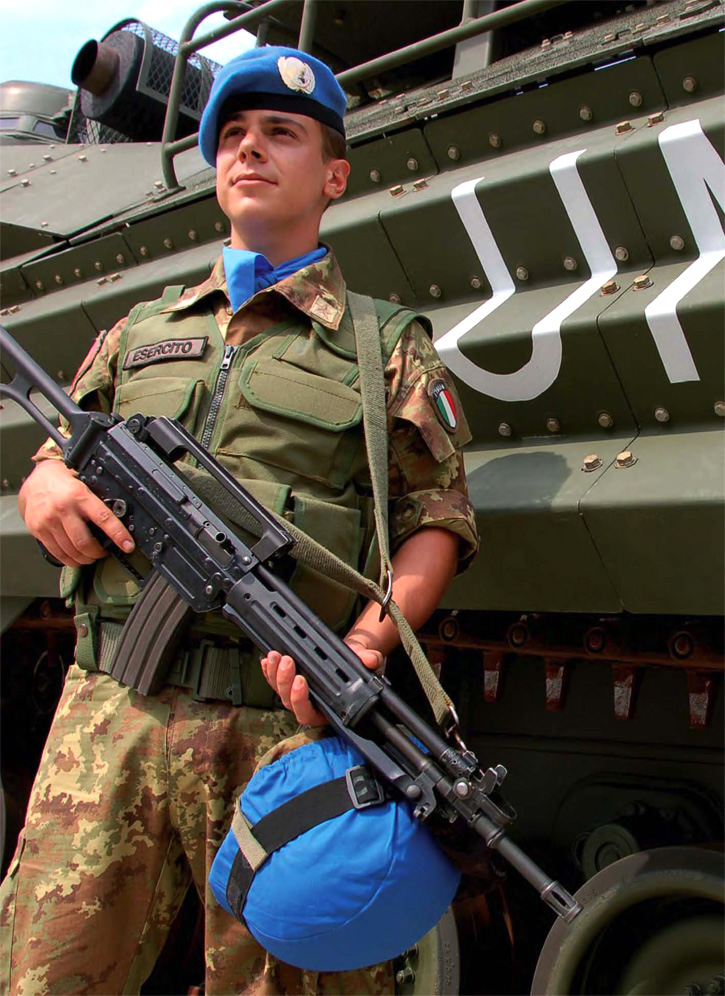
Un militaire italien durant la mission UNIFIL au Liban en 2007
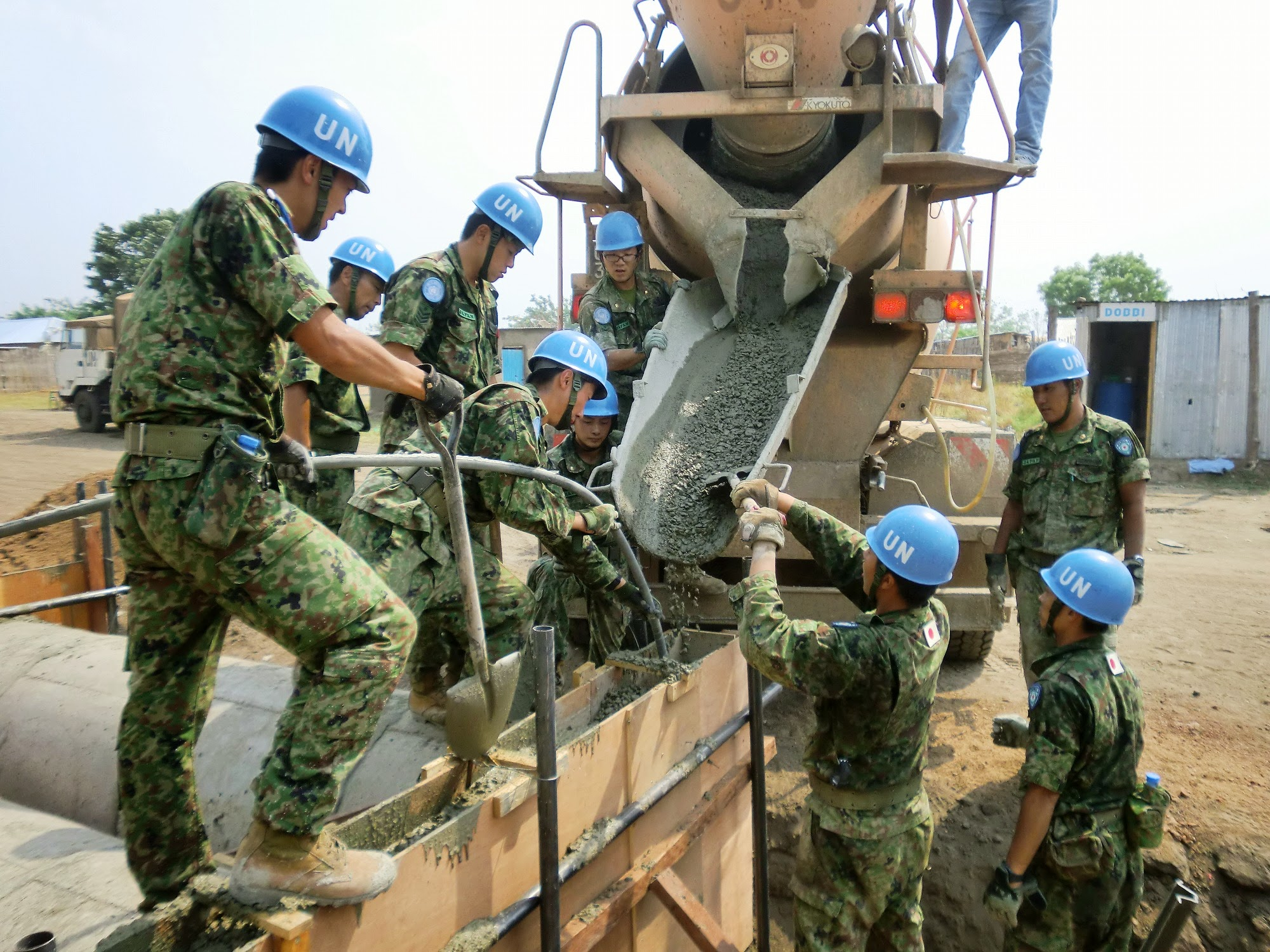
Des soldats japonais au Soudan du Sud
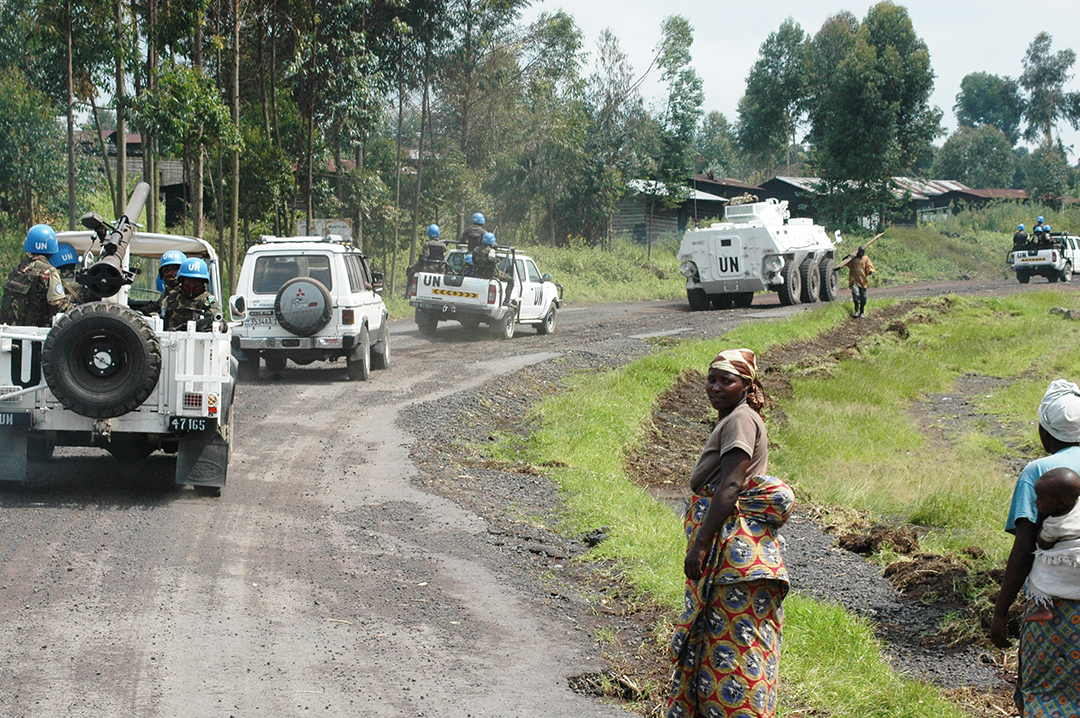
Brigade d’Intervention de la MONUSCO en patrouille sur la voie principale menant de Sake à Kibati dans la province du Nord Kivu en 2013.

## Origine
La première force de maintien de la paix de l'ONU fut envoyée en 1948, avec pour mission de surveiller la trêve de la guerre arabo-israélienne. Cette force n'était pas armée et n'était là qu'en tant qu'observateur.
La première intervention armée eut lieu en 1956, lors de la crise du canal de Suez. Elle fut créée à la suite d'une résolution présentée à l'Assemblée générale des Nations unies, par le ministre canadien des Affaires étrangères, Lester B. Pearson, qui se verra décerner l'année suivante le prix Nobel de la paix. Elle fut créée par l'Assemblée Générale en application de la Résolution Union pour le maintien de la paix, 377 (V), ou Résolution Acheson, en vertu de laquelle l'AGNU dispose d'une compétence subsidiaire de recommandation dans le domaine de la sécurité internationale, si le conseil constate son incapacité, notamment par une utilisation du véto d'un des membres permanents.
Les Casques bleus ont reçu le prix Nobel de la paix en 1988.

## Évolution des trois principes régissant son intervention

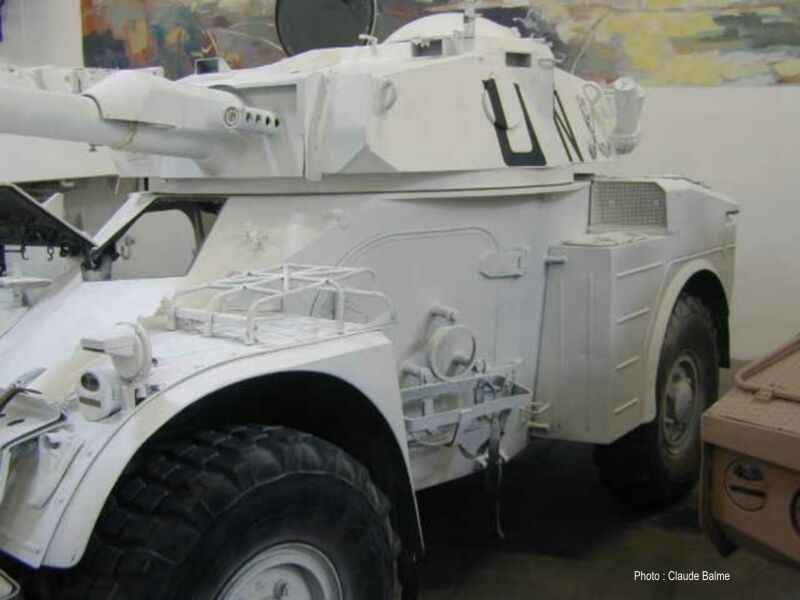
AML-90 français durant les guerres yougoslaves

La mission de maintien de la paix était encadrée par trois règles auxquelles les États tenaient absolument et qui ont façonné sa définition classique :
- le consentement des parties en conflit à l'intervention ;
- l'impartialité des Casques bleus face aux forces en présence ;
- la limitation de l'usage de la force par les Casques bleus à des fins de légitime défense uniquement. Il n'était pas question d'ouvrir le feu pour imposer la paix. À l'exception notable de la mission au Congo, en 1960-1964, où la force fut effectivement utilisée pour mettre fin à la sécession de l'État du Katanga, la notion classique du maintien de la paix a guidé la mise sur pied des missions de paix de l'ONU jusqu'au début des années 1990.

Cette doctrine a ensuite été revue, à la suite de plusieurs massacres, notamment au Rwanda et en Yougoslavie, commis sur la population alors que des Casques bleus étaient présents.
Depuis, la plupart des mandats autorisent l'usage de la force si la population est en danger.

## Évolution des missions de paix au fil du temps
Plusieurs chercheurs, dont Michel Liégeois, professeur de relations internationales à l'Université catholique de Louvain qui dirige la section « Europe » du Réseau de recherche sur les opérations de paix, ont proposé de classer les opérations de maintien de la paix selon leur « génération ». De son côté, Kai Michael Kenke, professeur à la Pontifícia Universidade Católica de Rio de Janeiro, propose plutôt une typologie à cinq générations.

### Missions de première génération
Cette catégorie de missions de paix, dite de première génération, fait référence à la façon traditionnelle ou classique de procéder. Généralement autorisées par le Conseil de sécurité de l’ONU, elles visent à faire respecter un accord de cessez-le-feu préalablement signé entre les États belligérants. Ce type de mission fut le plus commun pendant la guerre froide.
Ces missions présentent les caractéristiques suivantes :
- Elles ont été créées en vertu du chapitre VI de la Charte de l’ONU par le Conseil de sécurité ;
- Elles interviennent dans le cadre de conflit entre deux États reconnus par la communauté internationale, ce qui interdit de les employer dans un pays en guerre civile ou en révolution ;
- Les belligérants ont signé un accord de cessez-le-feu avant que la mission soit créée et ils consentent au déploiement de casques bleus onusiens ;
- Les casques bleus onusiens ont le mandat de créer une zone tampon entre les États en conflit afin d’éviter la reprise des affrontements ;
- Les casques bleus onusiens sont neutres et impartiaux face au conflit ;
- Les cinq membres permanents du Conseil de sécurité (États-Unis, France, Grande-Bretagne, Chine et Russie) ne contribuent pas à ces missions, pour éviter tout conflit entre grandes puissances. Cette caractéristique est partiellement tombée en désuétude à la fin de la Guerre froide ;
- Les casques bleus onusiens sont majoritairement des militaires, légèrement armés ; leurs règles d'engagement n'autorisent un recours à la force qu’en situation de légitime défense.

### Missions de deuxième génération
Les opérations de paix de deuxième génération font leur apparition après la fin de la guerre froide. La principale raison étant que la Russie et les États-Unis ne paralysent plus systématiquement le Conseil de Sécurité de l'ONU avec leur droit de veto respectif. Dans l’Agenda pour la paix du secrétaire-général Boutros Boutros-Ghali, rendu public en 1992, on évoque la possibilité pour l’ONU de mettre sur pied des missions de paix plus musclées et agissant dans des circonstances plus variées.
Principales caractéristiques de ces missions :
- Elles ont été créées en vertu du chapitre VII de la Charte de l’ONU par le Conseil de Sécurité qui permet l'usage de la contrainte en cas de menace contre la paix ou d'une rupture de la paix ;
- Les belligérants n’ont plus besoin d’être des États reconnus. Il devient donc possible des déployer des forces lors de guerres civiles ;
- Les casques bleus onusiens peuvent intervenir dans des conflits à l’intérieur des États ;
- Les casques bleus onusiens s’affairent à créer les conditions propices à la paix plutôt que de maintenir une paix que garantit un accord de cessez-le-feu ;
- Le consentement des parties n’est plus un prérequis à la création d’une opération ;
- Les casques bleus onusiens ne sont plus considérés comme neutres et impartiaux ;
- Puisque les casques bleus onusiens interviennent sans l’accord de toutes les factions, il arrive qu’ils soient considérés comme des ennemis et soient pris pour cible.
- Les casques bleus onusiens interviennent dans des environnements souvent hostiles, où ils peuvent être appelés à ouvrir le feu pour imposer leur mandat ; leurs règles engagement permettent plus facilement le recours à la force ;
- Les grandes puissances peuvent participer aux missions.

### Missions de troisième génération
On se sert généralement du terme « opérations de troisième génération » pour désigner les missions de paix qui ne sont pas de première, ni de deuxième génération. C'est donc une définition plus négative que positive. En général ces opérations ont des tâches plus diverses et complexes que les missions de première et deuxième génération. Il est à noter que les actions à proprement parler coercitives sont généralement confiées à des organisations régionales, telles que l'OTAN ou la CEDEAO.
Parmi les tâches qui incombent souvent à ces missions :
- Déploiement pour empêcher la contagion au-delà des frontières ;
- Stabiliser les situations conflictuelles après un cessez-le-feu et créer les conditions pour une paix durable;
- Aider à rétablir l'ordre et la qualité des processus judiciaires ;
- Surveiller le respect des droits humains et du droit international humanitaire ;
- Assurer la liaison entre la nation hôte, les parties au conflit, tant internes qu'externes, incluant les organisations régionales et les ONG ;
- Surveiller et rapporter sur les développements de la situation dans la zone d’opération ;
- Protéger les civils ;
- Promouvoir la sécurité humaine, les mesures de construction de la confiance et les arrangements de partage du pouvoir ;
- Appuyer la mise en place de traités de paix ;
- Appuyer la transition des États ou des territoires où l'opération se déroule vers un gouvernement stable basé sur des principes démocratiques, la bonne gouvernance et le développement économique.

### Générations de mission de paix et doctrine Capstone
La doctrine Capstone vient, en 2008, conceptualiser les actions de l'ONU par rapport à la paix.
Les missions de première génération se situent principalement dans la zone « Maintien de la paix » qui arrive après qu'un cessez-le-feu a été trouvé par les parties.
Les missions de deuxième génération se situent principalement dans la zone « Rétablissement de la paix » lorsque l'ONU intervient durant un conflit actif pour créer les conditions à l'établissement d'un cessez-le-feu.
Les missions de troisième génération se situent principalement dans la zone « Consolidation de la paix » mais, en réalité, peut déborder le strict cercle de la consolidation.

## Budget
Un budget est alloué par l'ONU aux casques bleus. En 2021, celui-ci s'élevait à un peu moins de 7 milliards de dollars par an.
En 2017, ce budget est diminué de 7,2%, soit 600 millions de dollars de moins, à la demande des États-Unis.

## Mémorial
En France, un mémorial a été créé dans le cimetière communal de Mouzillon où est organisée une cérémonie annuelle en septembre en la mémoire des 3 500 soldats morts en mission pour les Nations unies depuis 1948.

## Controverses
Des militaires, des policiers mais également des personnels civils de l’ONU sont régulièrement mis en cause dans des affaires d’exploitation et d’abus sexuels (dont des mineures),.